# Leptocentrus rufescens
Leptocentrus rufescens är en insektsart som beskrevs av Ananthasubramanian 1980. Leptocentrus rufescens ingår i släktet Leptocentrus och familjen hornstritar. Inga underarter finns listade i Catalogue of Life.